# Паулина Ангальт-Бернбургская
Паулина Кристина Вильгельмина Ангальт-Бернбургская (нем. Pauline Christine Wilhelmine von Anhalt-Bernburg; 23 февраля 1769, Балленштедт, княжество Ангальт-Бернбург, Священная Римская империя — 29 декабря 1820, Детмольд, княжество Липпе, Священная Римская империя) — немецкая принцесса из рода Асканиев, в замужестве — княгиня Липпе.
В 1802—1820 годах Паулина исполняла обязанности регента княжества Липпе при несовершеннолетнем сыне. 1 января 1809 года издала указ, отменивший крепостное право. Во время оккупации Священной Римской империи Наполеоном Бонапартом ей удалось сохранить независимость княжества. Ввела конституцию, ограничившую власть дворянства. Основала первый центр по уходу за душевнобольными, школу-мастерскую для беспризорных детей, добровольный рабочий лагерь для взрослых и первый центр по оказанию медицинской помощи.

## Биография
Принцесса Паулина Кристина Вильгельмина родилась в семье принца Фридриха Альберта Ангальт-Бернбургского и принцессы Луизы Альберты Шлезвиг-Гольштейн-Плён-Зондербургской. Через несколько дней после рождения дочери её мать умерла от кори. Отец лично занимался воспитанием и образованием принцессы и наследного принца. Принцесса Паулина уже в раннем возрасте проявила блестящие интеллектуальные способности. Она изучила латынь и французский язык, историю и политику. В возрасте тринадцати лет принцесса помогала отцу в управлении княжеством. Сначала она вела от его имени дипломатическую переписку на французском языке, затем курировала связи между замком в Балленштедте и правительственными учреждениями в Бернбурге. Её образование основывалось на христианской этике и идеях Просвещения. Позднее она использовала на практике знания, полученные в юности, например, теории Иоганна Генриха Песталоцци и Жан-Жака Руссо.
В Баленштедте 2 января 1796 года принцесса Паулина сочеталась браком с принцем Леопольдом I Липпским. 21 января того же года супруги прибыли в Детмольд, где местное население оказало им тёплый приём. В течение нескольких лет принц Леопольд добивался руки принцессы Паулины, но она отказывала ему из-за слабого здоровья принца. Некоторое время он даже находился под опекой из-за нервного расстройства. После свадьбы принцесса всегда отзывалась положительно о своём браке и муже. Паулина родила двух сыновей и дочь, которая умерла вскоре после рождения.
Принц Леопольд I умер 4 апреля 1802 года. 18 мая того же года вдовствующая княгиня стала регентом при несовершеннолетнем сыне, что было предусмотрено заключённым ранее брачным договором. Дворянство выступало категорически против этого пункта договора, но из-за отсутствия претендента в регенты мужского пола им пришлось согласиться с кандидатурой вдовствующей княгини.
27 декабря 1808 года принцесса Паулина издала указ об отмене крепостного права в княжестве Липпе вопреки протестам представителей дворянства. Указ вступил в силу с 1 января 1809 года. Вдовствующая княгиня последовала примеру многих других государств Рейнского союза. В преамбуле к указу она объяснила свой шаг гуманистическими и экономическими мотивами. Указ был прочитан с кафедр в церквях, опубликован в виде плакатов и в местной прессе.
По образцу некоторых южных германских государств, принцесса Паулина составила для княжества Липпе первую конституцию. Окончательный вариант она написала лично. Эта конституция была принята правительством 8 июня 1819 года и впоследствии опубликована, получив одобрение большей части подданных. Только дворянство выступило против ограничения своих традиционных прав. Федеральное собрание германской конфедерации обратилось к вдовствующей княгине с просьбой отменить конституцию, которую посчитало чересчур демократичной. Но она этого не сделала.
С 1818 года и до своей смерти в 1820 году принцесса Паулина также управляла городом Лемго, который, оказавшись банкротом, обратился к ней с просьбой принять над ним непосредственное руководство сроком на шесть лет. На месте вдовствующую княгиню представлял талантливый и преданный адвокат Кестнер, действовавший в качестве комиссара. Ей удалось улучшить финансовое и социальное положение горожан, принимая непопулярные меры, но всегда с уважением к парламентским традициям города. Как ранее в Детмольде, она основала в Лемго добровольный работный дом для бедных.
Вдовствующая княгиня планировала после регентства поселиться в барочном дворце Липпехов, который был построен в Лемго в 1734 году, но не успела. Принцесса Паулина Кристина Вильгельмина умерла 29 декабря 1820 года, через несколько месяцев после того, как 3 июля того же года передала государственные дела сыну, князю Леопольду II.

### Брак, потомство и титулы
В браке принцессы Паулины Кристины Вильгельмины Ангальт-Бернбургской и Леопольда I, князя Липпского (2.12.1767 — 4.04.1802) родилось трое детей:
- Леопольд (1796—1851), князь Липпе под именем Леопольда II, 24.04.1820 в Арнштадте сочетался браком с принцессой Эмилией Шварцбург-Зондерсгаузенской (1800—1867), дочерью князя Гюнтера Фридриха Карла I Шварцбург-Зондерсгаузенского;
- Фридрих Липпский (8.12.1797 — 20.10.1854);
- Луиза Липпская (17.07.1800 —18.7.1800), умерла в младенчестве.

С 23 февраля 1769 по 2 января 1796 года к ней обращались как Её Высочеству, принцессе Паулине Ангальт-Бернбургской. После замужества, с 2 января 1796 — 5 ноября 1802 года, она титуловалась Её Высочеством, княгиней Липпской, а с 5 ноября 1802 по 29 декабря 1820 года — Её Высочеством, вдовствующей княгиней Липпской. С 5 ноября 1802 по 3 июля 1820 года к ней обращались, как к Её Высочеству, регентше Липпской, после чего до самой смерти она носила предыдущий титул.